# Халимдарова, Резеда Рифкатовна
Резеда Рифкатовна Халимдарова (27 июля 1969) — российская футболистка, полузащитница. Мастер спорта России (1994). Выступала за сборную России.

## Биография
В начале карьеры выступала за клуб «Сююмбике-Зилант» (Зеленодольск). В розыгрыше Кубка России 1993 года стала автором хет-трика в матче против «Казани» (4:0).
С 1994 года выступала за воронежскую «Энергию», с первых матчей стала одним из лидеров атак клуба. Всего за 7 сезонов сыграла 120 матчей и забила 59 голов в высшей лиге России (по другим данным — 152 матча и 66 голов). Становилась чемпионкой (1995, 1997, 1998) и серебряным призёром (1994, 1996, 1999, 2000) чемпионата России. Обладательница (1995, 1996, 1997, 1999, 2000) и финалистка (1994, 1998) Кубка России.
Выступала за сборную России. Автор гола в ворота Исландии (4:1) 17 сентября 1995 года в отборочном матче ЧЕ-1997. Всего сыграла не менее 6 матчей и забила не менее 1 гола.
Также играла за клуб «Волжанка» (Чебоксары) и «Ника» (Казань). После окончания карьеры живёт в Казани. Занималась судейством матчей по мини-футболу, принимала участие в ведомственных соревнованиях.